# 吳春
吳春（14世紀—1422年12月12日），福建建寧府建安縣人，明朝政治人物。

## 生平
吳春是永樂三年（1405年）的舉人，次年（1406年）聯捷進士，獲授婺源知縣，縣內有欠稅數年未繳付，他從容的向縣民勸輸，很快收齊款項，餘暇時在學舍與諸生講述經史，寒暑未曾鬆懈，為政廉勤，懲罰豪猾、清理獄訟、平均徭役，人們很是感恩，又在蝗蟲入婺源時引咎祈禱，蝗蟲立即落水而死，永樂二十年（1422年）他在任內去世，居民都思念他。

## 引用
1. 1 2  康熙《建安縣志·卷六》：吳春，永樂丙戌進士，知婺源縣，摧豪猾、清排訟、均徭役，始至時民有逋租數年未輸，從容勸率無幾悉辦，事隙輒至學舍與諸生講說，飛蝗入境，引咎籲禱，蝗悉赴水死，卒民思之。
2. ↑  康熙《建安縣志·卷五》：進士……明……永樂四年丙戌林環榜（進士） 吳春 婺源知縣，見良吏……鄉舉……明……永樂三年乙酉楊端義榜 吳春 詩，府學，見進士
3. ↑  《明太宗文皇帝實錄·卷二百五十三》：（永樂二十年十一月）壬午婺源縣知縣吳春卒，春福建建安人，舉進士，擢婺源知縣，始至民有逋租數年未輸，春從容百方率民，無幾悉辦，事隙輒至學舍與諸生講說經史，寒暑未嘗懈，其居官廉勤有為，摧豪猾、清獄訟、均徭役，民甚德之，嘗飛蝗入境，春引咎以禱，蝗即赴水死，其卒也民皆思之。